# María José Fernández Muñoz
Pour les articles homonymes, voir María Fernández (homonymie), Fernández et Muñoz.
María José Fernández Muñoz, née le 27 décembre 1961, est une femme politique espagnole membre du Parti socialiste ouvrier espagnol (PSOE).

## Biographie

### Vie privée
Elle est mariée.

### Carrière politique
Elle est maire de Lebrija depuis 2007. Elle a été députée provinciale de 2003 à 2007 et déléguée provinciale de la Junte d'Andalousie de 1996 à 2000.
Le 20 décembre 2015, elle est élue sénatrice pour Séville au Sénat et réélue en 2016.